# Fay (Sarthe)
Fay é uma comuna francesa na região administrativa do País do Loire, no departamento de Sarthe. Estende-se por uma área de 9.48 km². Em 2010 a comuna tinha 706 habitantes (densidade: 74,5 hab./km²).